# Primera Batalla de Marengo (1799)
La Primera Batalla de Marengo o Batalla de San Giuliano (16 de mayo de 1799) se dio cuando unos soldados franceses al mando del General de División Jean Victor Marie Moreau lanzaron una fuerza de reconocimiento en contra de una extensa fuerza de tropas austriacas y rusas dirigidas por el mariscal de campo Alexander Suvorov. Los franceses iniciaron con el control de la batalla, haciendo retroceder a sus oponentes. Sin embargo, pronto llegaron refuerzos austríacos y rusos, lo que provocó que los franceses se retiraran a Alessandria. Esta acción de la Guerra de la Segunda Coalición ocurrió cerca de la ciudad de Spinetta Marengo, ubicada al este de Alessandria en el noroeste de Italia.
Por una serie de victorias austro-rusas en la primavera de 1799 los ejércitos franceses fueron expulsados del norte y noreste de Italia. El comandante de los ejércitos austro-rusos, Suvorov, reunió sus fuerzas frente a la ciudad fortaleza de Alessandria. Después de que una fuerza rusa fuera rechazada, sufriendo costosas perdidas, en la Batalla de Bassignana, Moreau envió al General de División Claude Victor Perrin a descubrir las posiciones austro-rusas. Después de la acción, Moreau envió a la mitad de su ejército a Génova mientras llevaba la otra mitad al oeste. Mientras tanto, Suvorov marchó con sus tropas por la orilla norte del río Po para capturar Turín.

## Antecedentes
Al comienzo de la campaña de 1799 el ejército austríaco del Feldzeugmeister Paul Kray se enfrentó al ejército de Italia bajo el mando del general de División Barthélemy Louis Joseph Schérer. La batalla de Verona (26 de marzo) fue seguida por la batalla de Magnano el 5 de abril, cuando los 46.000 hombres de Kray obtuvieron una importante victoria sobre 40.500 soldados franceses. El desmoralizado Schérer dejó 6.600 hombres para la guarnición de Mantua y abandonó el noreste de Italia. El asedio de Mantua duró hasta finales de julio, pero otras guarniciones que Schérer dejó atrás pronto se vieron obligadas a rendirse. Contando guarniciones y pérdidas en batalla, el Ejército de Italia tenía solo 28.000 soldados. En este momento, Suvorov llegó con 24.551 soldados rusos y tomó el mando del ejército combinado austro-ruso.
Schérer dimitió y entregó el mando del ejército a Moreau el 26 de abril de 1799. Al día siguiente, Suvorov atacó y ganó la batalla de Cassano. El general de división Jean-Mathieu-Philibert Sérurier y 2.400 hombres de su división fueron aislados y obligados a rendirse esa noche. Moreau, con el general de división Paul Grenier, se retiró hacia el oeste hasta Turín, luego cruzó a la orilla sur del río Po y marchó hacia el este de nuevo. La división de Víctor cruzó el Po en Casale Monferrato y tomó posición cerca de la ciudad fortaleza de Alessandria. Cuando Grenier se unió a Víctor allí el 7 de mayo, Moreau reunió a unas 20.000 tropas. Los franceses se desplegaron entre Alessandria a su derecha y Valenza a su izquierda. En este momento, Catherine-Dominique de Pérignon lideró una división de Francia para ocupar Génova.
El 6 de mayo de 1799, el ala izquierda de Suvorov cruzó el Po en Piacenza y se movió al suroeste hacia Bobbio, amenazando con aislar a Moreau de Génova. El cuerpo principal de Suvorov cruzó el Po más al oeste. El 7 de mayo, un cuerpo austríaco de 13.865 hombres estaba en Castel San Giovanni mientras que el mayor general Piotr Bagratión con la vanguardia rusa de 5.862 hombres estaba en Voghera, ambos en la orilla sur del Po. El general Andrei Grigorevich Rosenberg con 10.571 soldados estaba en Dorno con una vanguardia de 3.075 hombres en Lomello, ambos en la orilla norte. El mayor general Josef Philipp Vukassovich y 5.100 austriacos estaban más al oeste, también en la orilla norte. El 9 de mayo, el jefe de Estado Mayor de Suvorov, el general austríaco Johann Gabriel Chasteler de Courcelles y dos batallones expulsaron a los franceses de la ciudad de Tortona, aunque su ciudadela resistió. Queriendo reunir a su ejército en la orilla sur, Suvorov ordenó a Rosenberg que cruzara el Po en Alluvioni Cambiò, río abajo de la confluencia de los ríos Po y Tanaro.
Probablemente incitado por el Gran Duque Constantino Pávlovich de Rusia, quien acababa de llegar al frente y estaba ansioso por luchar, Rosenberg ignoró las instrucciones de Suvorov y cruzó más arriba del punto donde el Tanaro desembocaba en el Po. El resultado fue que la vanguardia de Rosenberg se topó con una fuerte resistencia de la división de Grenier. En la batalla de Bassignana, el 12 de mayo de 1799, Moreau dio una paliza a los rusos y los obligó a retirarse a la orilla norte del Po. A pesar de que Suvorov era plenamente consciente de la culpabilidad de Constantine, la responsabilidad oficial del fiasco recayó en Rosenberg.
Mientras tanto, el Ejército de Nápoles al mando del general de división Jacques MacDonald se movía hacia el norte desde el sur de Italia. El 10 de mayo de 1799, MacDonald llegó a Roma, donde dejó a 2.568 de sus hombres menos aptos al mando del general de división Gabriel Venance Rey. El 26 de mayo, el Ejército de Nápoles llegó a Florencia, donde se encontró con tropas al mando del general de división Paul Louis Gaultier de Kervéguen. Las tropas francesas se movilizaron a través de un territorio en el cual la población local se estaba revelando contra la ocupación francesa, por lo que una de las columnas francesas de 3.000 perdió 600 hombres. En total, MacDonald manejó un ejército de 36.728 soldados repartidas en las divisiones de infantería de los generales de división Jean-Baptiste Olivier, Jean-Baptiste Dominique Rusca y Joseph Hélie Désiré Perruquet de Montrichard, y los generales de brigada François Watrin, Jan Henryk Dkbrowski y Jean-Baptiste Salme. Víctor pronto se uniría a esta formación.

## Batalla

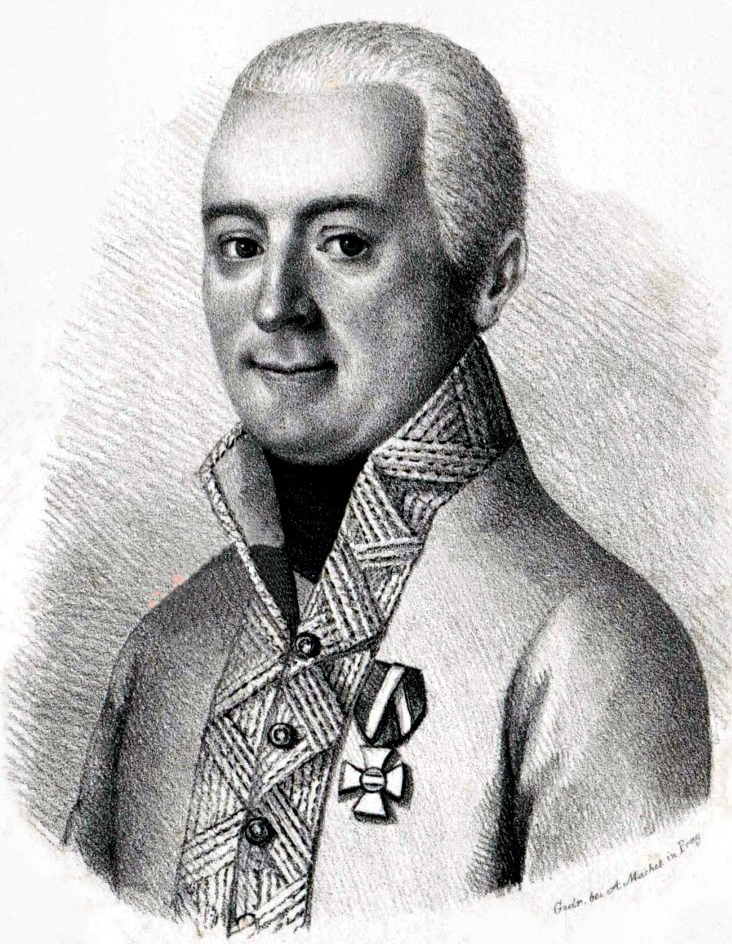
Franz de Lusignan

Ya para el 10 de mayo, los regimientos cosacos de Denisov, Grekov y Molchanov, apoyados por el Batallón de Granaderos de Kalemin, expulsaron a los franceses de Marengo. Los austriacos se concentraron al este del pueblo de San Giuliano mientras la vanguardia rusa de Bagratión estaba en Novi Ligure. A partir del 13 de mayo, Suvorov comenzó a dirigir sus fuerzas desde la orilla sur hacia el norte porque tenía la intención de cruzar el Po y marchar hacia el oeste hacia Turín. Quería que sus tropas comenzaran a cruzar el Po en Alluvioni Cambiò el 16 de mayo, pero otros acontecimientos intervinieron. En un principio Moreau creía que Suvorov iba a marchar contra MacDonald, sin embargo, ahora pensaba que el ruso no iría al sur. Del 13 al 15 de mayo, el comandante francés concentró su ejército detrás del río Bormida, estableciendo un puente de botes a través del arroyo. El 16 de mayo, Moreau envió a Víctor con una fuerza de reconocimiento al este hacia Tortona.

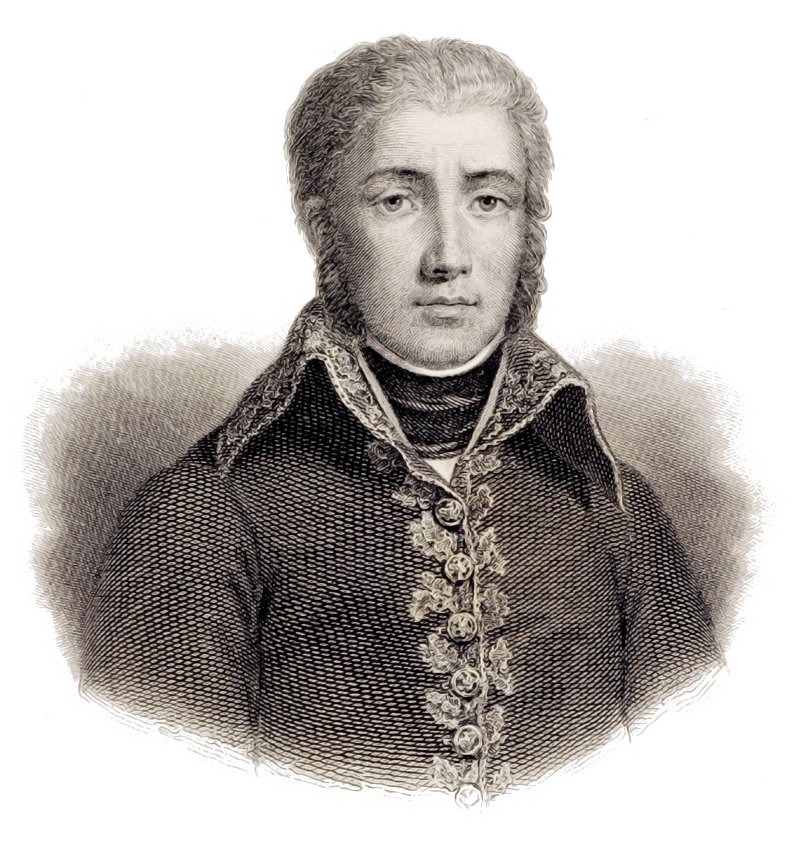
Jean Victor Moreau

Los franceses cruzaron Bormida en un punto llamado Los Cedros. A las 8:00 a. m. se dividieron en dos columnas con el General de Brigada Luigi Leonardo Colli-Ricci a la izquierda y el General de Brigada Gaspard Amédée Gardanne a la derecha. La 74.ª Infantería de Línea actuó como avanzada. El coronel Louis Gareau con dos batallones custodiaban el puente de Bormida. La caballería francesa cruzó el río más arriba. En total, los franceses emplearon 7.500 soldados en la operación. El mayor general Adrian Karpovich Denisov, al mando de la infantería cosaca, capturó a un oficial francés y se enteró de que la incursión enemiga era considerable. Por lo que envió mensajes a Bagratión pidiendo ayuda. La 74.ª Línea rápidamente hizo a un lado a los cosacos y expulsó los puestos de avanzada aliados de Marengo, Spinetta y Cascina Grossa.
El mayor general Franz Joseph, marqués de Lusignan, comandante de división interino en ausencia de Michael von Fröhlich, desplegó siete batallones y seis escuadrones del Regimiento de Dragones Lobkowitz Nr. 10. Pronto apareció Bagratión con sus rusos y los aliados formaron dos líneas a 760 metros al oeste de San Giuliano. Cuando ambos bandos avanzaban uno hacia el otro, los franceses cantaban la Marsellesa mientras tocaban las bandas militares austríacas. Lusignan posicionó a los Batallones de Granaderos Weber y Pertussy a la derecha y el Regimiento de Infantería Stuart Nr. 18 y el Batallón de Granaderos Morzin a la izquierda. En segunda línea estaban los Batallones de Granaderos de Paar y Schiaffinati. Se formó una línea de escaramuza tomando diez soldados de cada compañía en la línea del frente. Dos escuadrones de Dragones Lobkowitz y algo de artillería se apostaron en cada flanco, con más dragones en reserva.
Denisov reportó que las tropas de los pelotones franceses mantuvieron un fuego continuo. Afirmó que las tropas de Bagratión estaban en un bosque y que ni los cosacos ni los dragones austriacos estaban dispuestos a cargar contra la infantería francesa. Esto hizo que los austriacos tuvieran que soportar la peor parte del combate y los franceses los empujaron a la retaguardia. Otro relato declaró que las tropas de Bagratión ayudaron a rechazar el ataque inicial, pero que, alrededor del mediodía, los aliados comenzaron a retirarse. Finalmente, la división austriaca de 4.800 hombres de Feldmarschall-Leutnant Konrad Valentin von Kaim apareció en el flanco izquierdo. Los cosacos afirmaron haber aniquilado al 1° escuadrón de húsares franceses, tomando 78 prisioneros.
Aproximadamente a las 4:00 p. m., Moreau se dio cuenta de que estaban siendo superado en número y emitió la orden de retirarse. Los franceses llevaron a cabo su retirada en orden. Defendieron Marengo con mucha contundencia, utilizando la casa solariega y los arroyos de los alrededores. Los franceses abandonaron Marengo a las 5:00 p. m., cruzaron Bormida y desmantelaron su puente a las 6:30 p. m.. Suvorov llegó y exigió saber por qué se permitía escapar a los franceses. En ese momento, los franceses ya habían llegado a una posición en la que era imposible cortarles el paso. En otro relato, Suvorov llegó al campo de batalla antes y trató de reunir a los austriacos, quienes se estaban retirando.

## Resultado

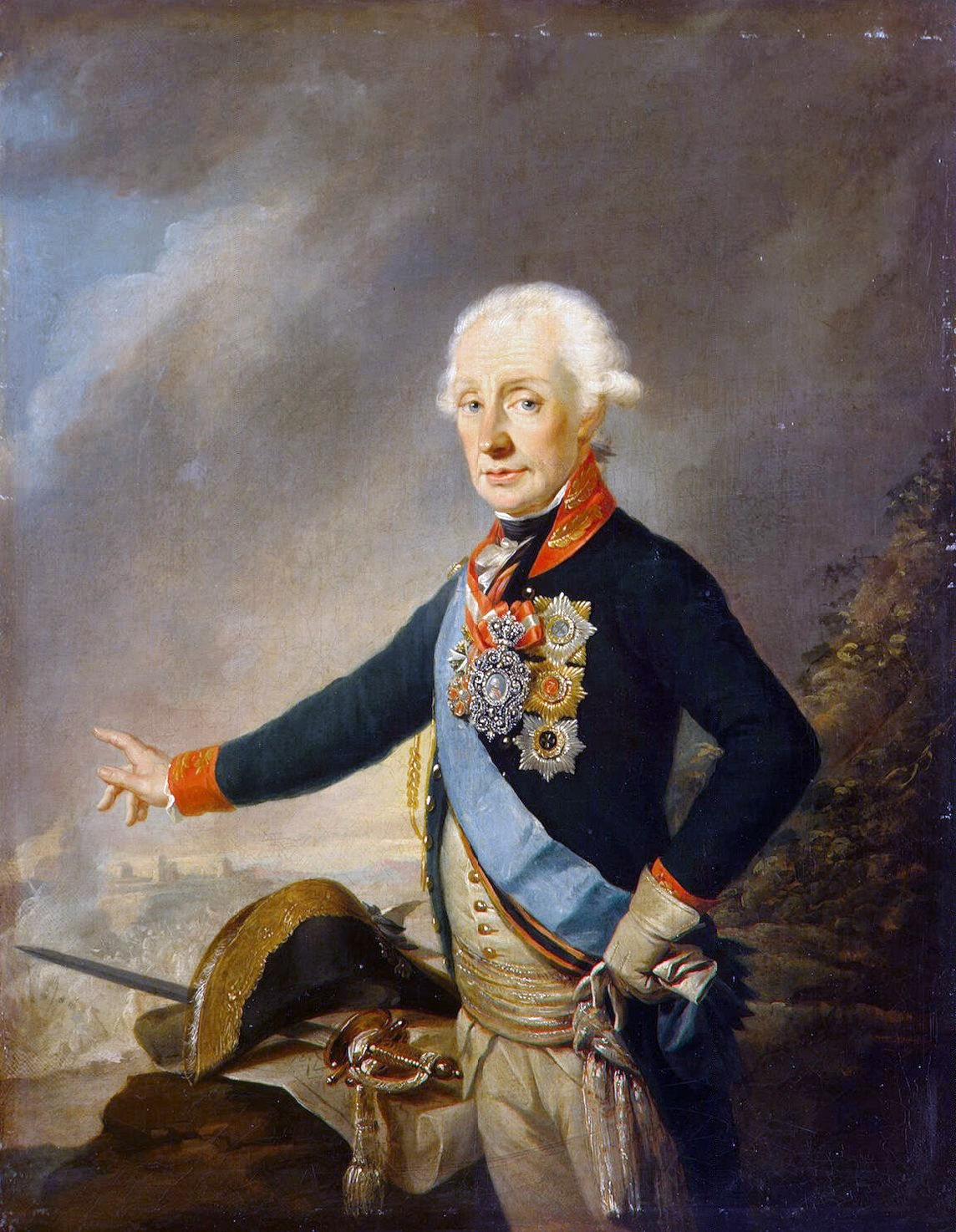
Alexander Suvorov

El historiador Christopher Duffy declaró que las bajas aliadas fueron de entre 480 y 710 hombres, mientras que las pérdidas francesas fueron de entre 500 y 1.500 hombres. Una segunda fuente afirma que los aliados sufrieron bajas de 43 muertos, 404 heridos y 273 desaparecidos de un total de 720. Los franceses sufrieron 569 muertos y heridos. Digby Smith enumeró las pérdidas de Austria como de 97 muertos y 250 heridos, y las pérdidas rusas como de 27 muertos y 80 heridos. Estas cifras dan una pérdida total a los Aliados de 124 muertos y 330 heridos, o 454 bajas, mientras que las pérdidas francesas se estiman en 500 bajas. En el lado francés participaron 8.000 soldados, mientras que del bando aliado participaron 9.000 austríacos y 7.500 rusos. Smith escribió que un batallón francés fue cortado y aislado cerca del río y que muchos soldados se ahogaron. Otras fuentes no mencionan este incidente.
La fuerza de reconocimiento de Moreau fracaso en descubrir las intenciones de su oponente. Si el comandante del ejército francés decidía atacar al día siguiente, Suvorov se habría ido. La batalla del 16 de mayo convenció a Moreau de abandonar la llanura italiana y llevar a su ejército al lado sur de los Alpes de Liguria. Asumiendo que Suvorov tenía la intención de permanecer donde estaba, Moreau envió a Víctor con 7.000 soldados de infantería, 200 de caballería, pero sin artillería, para que se uniera a Pérignon en Génova. Dado que Piamonte estaba en rebelión contra la ocupación francesa, las fuerzas de Víctor tuvieron que abrirse paso a través de los insurgentes, llegando a Génova el 22 de mayo. Otra columna de 2.000 hombres al mando de Louis Lemoine se trasladó de Gavi a Génova.
Moreau, con la división de Grenier, la mayor parte de la caballería y toda la artillería, intentó atravesar las montañas, pero los insurgentes se lo impidieron. En su lugar, se trasladó al oeste a Asti el 18 de mayo de 1799 y luego rodeó el sur de Turín. Se aseguró de que un convoy de Rivoli y Pinerolo cruzara el paso del Mont Cenis. Sin embargo, no logró asegurar mucha artillería del arsenal de Turín. Con unos 10.000 hombres, Moreau marchó hacia el sur hasta Cherasco y Cuneo. Al este hacia Mondovì, los franceses descubrieron que los rebeldes habían capturado Ceva. Con Emmanuel Grouchy al mando de una guardia de flanco, la columna francesa se abrió paso a través de las montañas hasta Loano el 6 de junio, desde donde enviaron su artillería a Génova. Las tropas de Grenier llegaron a Génova alrededor del 12 de junio. El historiador Ramsay Weston Phipps comparó esta complicada marcha con los movimientos de "una gallina asustada".
El ejército de Suvorov cruzó a la orilla norte del Po y estaba en Chivasso el 25 de mayo de 1799. El ejército aliado expulsó a los franceses de Turín a la ciudadela el 27 de mayo y se apoderó de una gran cantidad de cañones pesados. Estas armas pronto ayudarían a los austríacos a reducir las guarniciones francesas de Alessandria, Tortona y otros lugares. El cuerpo austríaco de Heinrich von Bellegarde marchó desde Suiza al área de Alessandria, reemplazando a las tropas de Suvorov.